# Illice deceptans
Illice deceptans là một loài bướm đêm thuộc phân họ Arctiinae, họ Erebidae.